# 한국선거방송
한국선거방송(韓國選擧放送, 영어: Korea Election Television, ETV)은 대한민국의 중앙선거관리위원회가 운영하는 방송 채널이다. 2017년 4월 26일부터 개국하였다. 광고방송(상업광고방송)은 일체 하지 않는 것이 특징이다.
본래에는 매일 오전 6시부터 다음날 새벽 2시까지 20시간 정규 방송을 송출하였으나, 2010년 11월 1일부터 24시간 종일 방송하였다.
시청률 저조와 예산 낭비로 인해 2022년 12월 31일에 폐국하였다.

## 주요 콘텐츠
- 선거정보 특정선거별 안내사항·정보
- 선거제도 선거·정당제도, 정치자금제도, 판례
- 선거문화 투표참여 홍보, 공명선거분위기 조성
- 외국선거 외국의 선거제도·선거문화 비교 분석
- 민주시민교육 주권의식, 민주주의 가치·사상, 정치철학, 토론
- 생활 속 민주주의 생활 주변 민주주의, 실천 사례

## 같이 보기
- 중앙선거관리위원회